# Tramwaje w Algierze

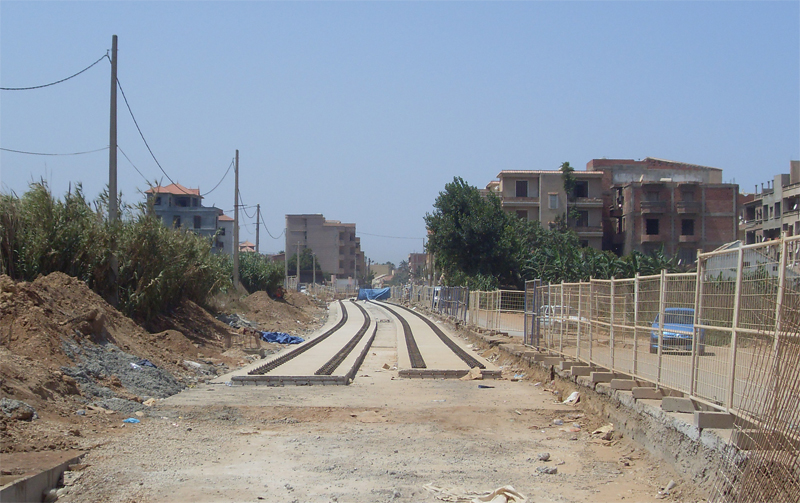
Budowa pierwszej linii tramwajowej w XXI wieku

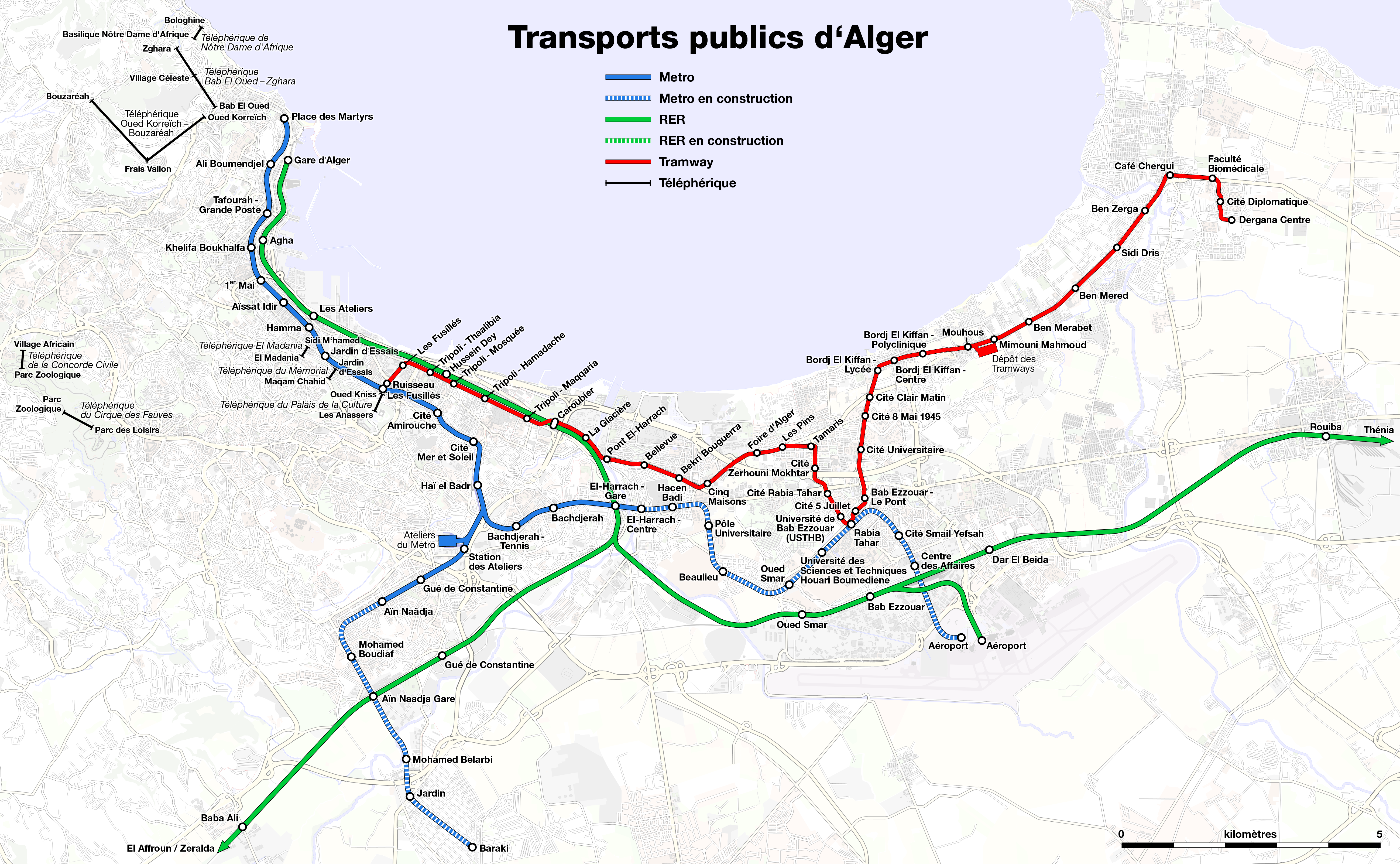
Mapa linii metra, RER i tramwaju

Tramwaje w Algierze – system komunikacji tramwajowej w stolicy Algierii, Algierze.

## Historia
Po raz pierwszy tramwaje w Algierze uruchomiono w 1892 jako tramwaj konny o szerokości toru 1055 mm. 12 października 1896 uruchomiono tramwaj elektryczny, który zlikwidowano w grudniu 1959. Ponownie tramwaj zaczęto budować 5 lipca 2006. Pierwsza linia tramwajowa o długości 23 km, szerokości toru 1435 mm z 38 przystankami połączy Hussein Dey z Burdż al-Kifan. Koszt inwestycji wyniesie 356 mln euro. Linia budowana jest przez konsorcjum Mediterrail, w skład którego wchodzą Alstom, ETRHB i Todini. W planach jest także budowa drugiej linii. Pierwsze testy nowej linii i taboru rozpoczęto 15 maja 2010 na odcinku ok. 2 km w Burdż al-Kifan. Zajezdnia tramwajowa Bordj El Kiffan zajmuje obszar 200 tys. m². 8 maja 2011 otwarto pierwszy odcinek linii tramwajowej o długości 7,2 km z 13 przystankami na trasie Bananiers – H Moukhtar Zerhouni – Lycée − Bordj El kiffan – Colline Mohous. Kolejny odcinek o długości 9,1 km otwarto 15 czerwca 2012. Najnowszy fragment linii zaczyna się na przystanku Bananiers – H Moukhtar Zerhouni – Lycée, a kończy się na przystanku Les Fusillés obok stacji metra o tej samej nazwie.

## Tabor
Tramwaje eksploatowane w Algierze dostarczy Alstom. Tramwaje Citadis 302 w liczbie 41 sztuk mają zostać dostarczone do końca 2010. Pierwszy tramwaj dostarczono 18 marca 2009. Tramwaje składają się z 7 członów, o długości 40 m. Na potrzeby pierwszego uruchomionego odcinka dostarczono 10 tramwajów.

## Galeria budowy

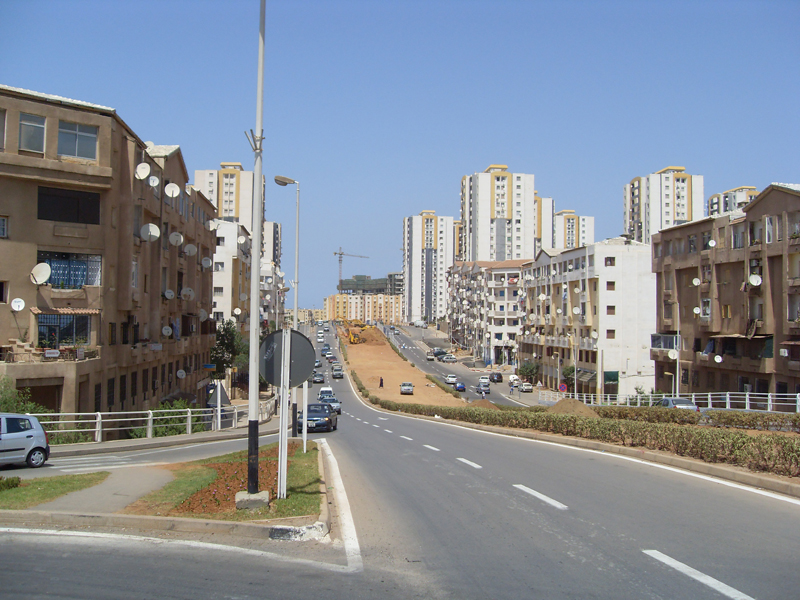
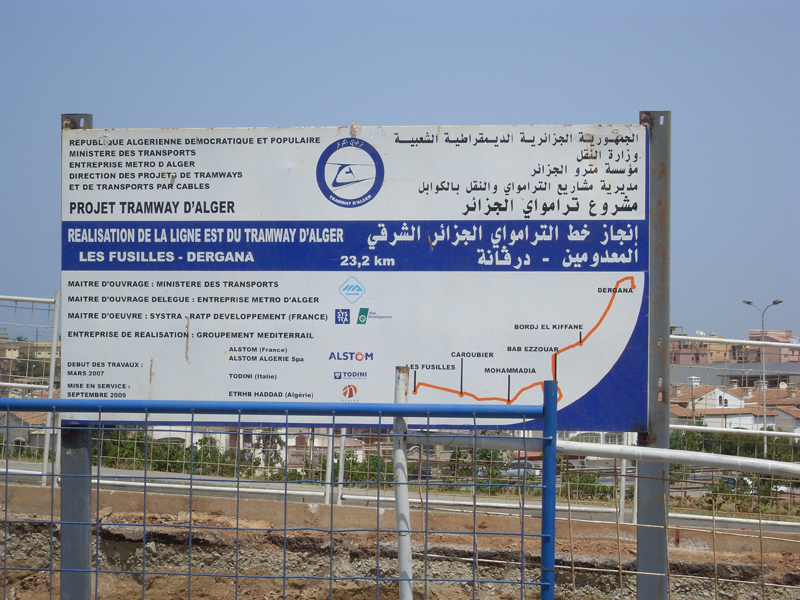
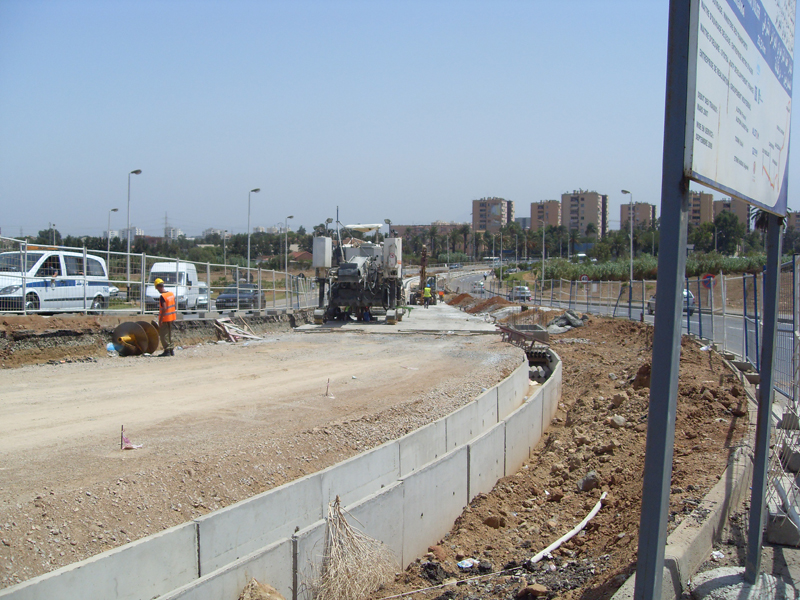
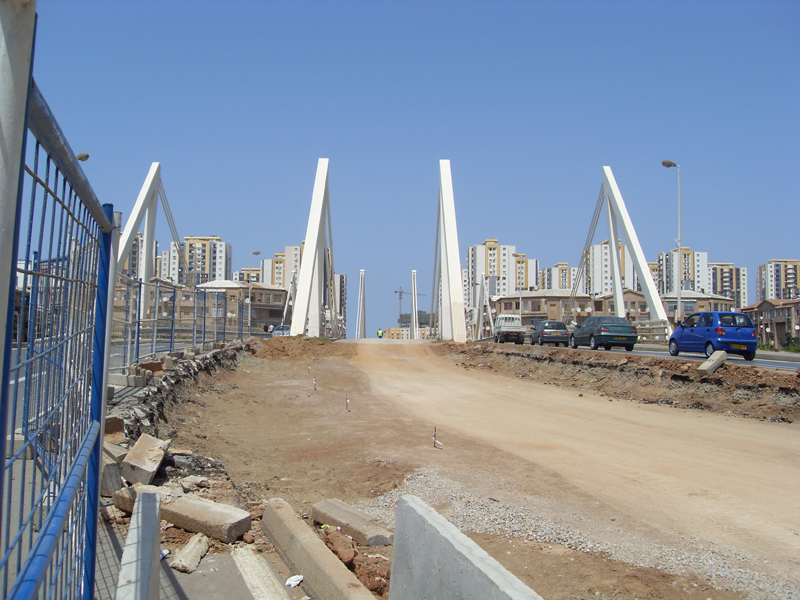